# Jasus
Jasus is een geslacht van kreeftachtigen uit de familie van de Palinuridae.

## Soorten
- Jasus caveorum Webber & Booth, 1995
- Jasus edwardsii (Hutton, 1875)
- Jasus frontalis (H. Milne Edwards, 1837)
- Jasus lalandii (H. Milne Edwards, 1837)
- Jasus paulensis (Heller, 1862)

### Uitgestorven
- † Jasus flemingi Glaessner, 1960